# Groß Mohrdorf
Groß Mohrdorf ist eine Gemeinde nordwestlich von Stralsund im deutschen Landkreis Vorpommern-Rügen. Die Gemeinde wird vom Amt Altenpleen mit Sitz in der Gemeinde Altenpleen verwaltet.

## Geografie und Verkehr
Groß Mohrdorf ist in der nördlichsten Ecke des Festlandes von Mecklenburg-Vorpommern gelegen und liegt etwa 15 km nordwestlich von Stralsund und etwa 20 km östlich von Barth. Die Gemeinde hat eine Flächengröße von 4156 ha. Zum Gemeindegebiet gehören die Insel Bock, die Inselgruppe Kleine Werder und die Halbinsel Großer Werder. Der Ortsteil Nisdorf liegt am Grabow, einem Teil des Barther Boddens. Der nordöstliche Teil der Gemeinde befindet sich im Nationalpark Vorpommersche Boddenlandschaft. Der höchste Punkt der Gemeinde liegt bei über 22 m ü. NHN. Größere Waldgebiete der sonst landwirtschaftlich dominierten Gemeinde befinden sich bei Kinnbackenhagen und auf der Insel Bock.
Durch Groß Mohrdorf führt die Landesstraße 213 Buschenhagen – Stralsund. Die Nachbarorte sind Günz (4 km westlich) und Hohendorf (2 km östlich). Die Entfernung zur nächstgelegenen Anschlussstelle Grimmen-West der Bundesautobahn 20 beträgt etwa 43 Kilometer. Der nächste Bahnanschluss befindet sich in Stralsund mit Anschlüssen in Richtung Berlin, Rostock und Sassnitz.
Westlich von Groß Mohrdorf befindet sich der stillgelegte Flugplatz Groß Mohrdorf. Ein Funkfeuer dieses einstigen Flugplatzes wurde zur DGPS-Referenzstation Groß Mohrdorf umfunktioniert.

## Ortsteile
| - Batevitz - Bisdorf - Groß Mohrdorf - Hohendorf | - Kinnbackenhagen - Klein Mohrdorf - Wendisch Langendorf |

## Geschichte
Eine erste ungesicherte Erwähnung fand Groß Mohrdorf 1278 als Merdherpe im Stralsunder Stadtbuch. Ab 1314 werden weitere alte Ortsbezeichnungen wie Murdorp oder Mordorp erwähnt. Bereits Ende des 13. Jahrhunderts wurde mit dem Bau der Backsteinkirche begonnen. Nach Zugehörigkeit zum Fürstentum Rügen fiel Mohrdorf im Jahr 1326 an das Herzogtum Pommern. Am Anfang des 14. Jh. verkaufte Hermanus de Turri das Gut Mohrdorf an die Familie Öbelitz. In den folgenden Jahrhunderten folgten viele Stralsunder Ratsherrenfamilien, bis es 1626 an die Familie von Braun kam. Durch Nikolaus von Braun erfolgte Ende des 17. Jahrhunderts die Trennung des Gutes in Groß und Klein Mohrdorf, als der Besitz unter den vier Söhnen aufgeteilt wurde. 1733 erwarb Freiherr Johan Reinhold von Trautvetter das Gut Groß Mohrdorf und errichtete dort ein neues Gutshaus. Die Familie von Trautvetter besaß das Gut bis 1945. Letzter Gutsbesitzer war der Offizier Herbert Graf von Klot-Trautvetter (1896–1977).
Nach dem Dreißigjährigen Krieg bis zum Jahr 1815 gehörte die Gegend zu Schwedisch-Pommern und danach zur preußischen Provinz Pommern. Nach der preußischen Gebietsverwaltungsreform wurde Groß Mohrdorf 1818 in den Kreis Franzburg eingegliedert, der 1928 in Kreis Franzburg-Barth umbenannt wurde. Mit der Bildung von Amtsbezirken in Preußen wurde Groß Mohrdorf 1874 dem Amt Niepars zugeordnet. 1939 wurde die Bezeichnung Landkreis eingeführt. Zunächst war der Regierungsbezirk Stralsund die überregionale Verwaltungsbehörde. Dieser wurde 1932 in den Regierungsbezirk Stettin eingegliedert. 1895 hatte Groß Mohrdorf Anschluss an die Kleinbahnstrecke der Franzburger Kreisbahnen erhalten, die von Stralsund nach Barth führte. Nach der Auflösung der bis dahin verwaltungsmäßig selbständigen Gutsbezirke wurden 1929 die Güter Batevitz und Klein Mohrdorf nach Groß Mohrdorf eingemeindet. Dadurch erhöhte sich die Zahl der Einwohner, 1933 hatte Groß Mohrburg mit 873 Einwohnern seinen vorläufig größten Bevölkerungsstand.
Zum Ende des Zweiten Weltkrieges erreichten Anfang Mai 1945 sowjetische Truppen die Region, und Groß Mohrdorf geriet in den Bereich der Sowjetischen Besatzungszone, aus der 1949 die DDR hervorging. 1945 wurde das trautvettersche Gut im Zuge der Bodenreform enteignet und aufgesiedelt. Durch die Ansiedlung von ausgebombten Stralsundern und Flüchtlingen aus den deutschen Ostgebieten hatte sich 1946 die Einwohnerzahl von Groß Mohrdorf auf 1580 erhöht. Die Landkreisverwaltung wurde 1946 nach Stralsund verlegt und 1952 im Zuge der DDR-Verwaltungsreform in Landkreis Stralsund umbenannt. Gleichzeitig erfolgte die Eingliederung in den DDR-Bezirk Rostock. 1965 wurde der Betrieb der Kleinbahnstrecke eingestellt. Zu diesem Zeitpunkt hatte Groß Mohrdorf 1028 Einwohner.
Zum Zeitpunkt der deutschen Wiedervereinigung 1990 war die Einwohnerzahl von Groß Mohrdorf auf 687 gesunken. Nach Abschaffung des DDR-Wirtschaftssystems entstanden mehrere neue Landwirtschafts- und Handwerksbetriebe, und die Zahl der Einwohner stieg zunächst wieder an. 2004 lebten 890 Menschen in Groß Mohrdorf, danach fiel die Einwohnerzahl wieder und betrug 2013 nur noch 743. Nach Auflösung des DDR-Bezirks Rostock gehörte Groß Mohrdorf ab 1990 zum neu gegründeten Bundesland Mecklenburg-Vorpommern und wurde verwaltungsmäßig dem Amt Altenpleen zugeordnet. Durch die Kreisgebietsreform 1994 kam der Ort zum Landkreis Nordvorpommern, der durch eine weitere Kreisgebietsreform 2011 in den Landkreis Vorpommern-Rügen aufging. 1996 richteten der Naturschutzbund Deutschland und der WWF in Groß Mohrdorf das zu diesem Zeitpunkt in Deutschland einzige Kranich-Informationszentrum ein. Das ehemalige Gutshaus wurde 2009 in die Kindertagesstätte „Regenbogen“ umgebaut.

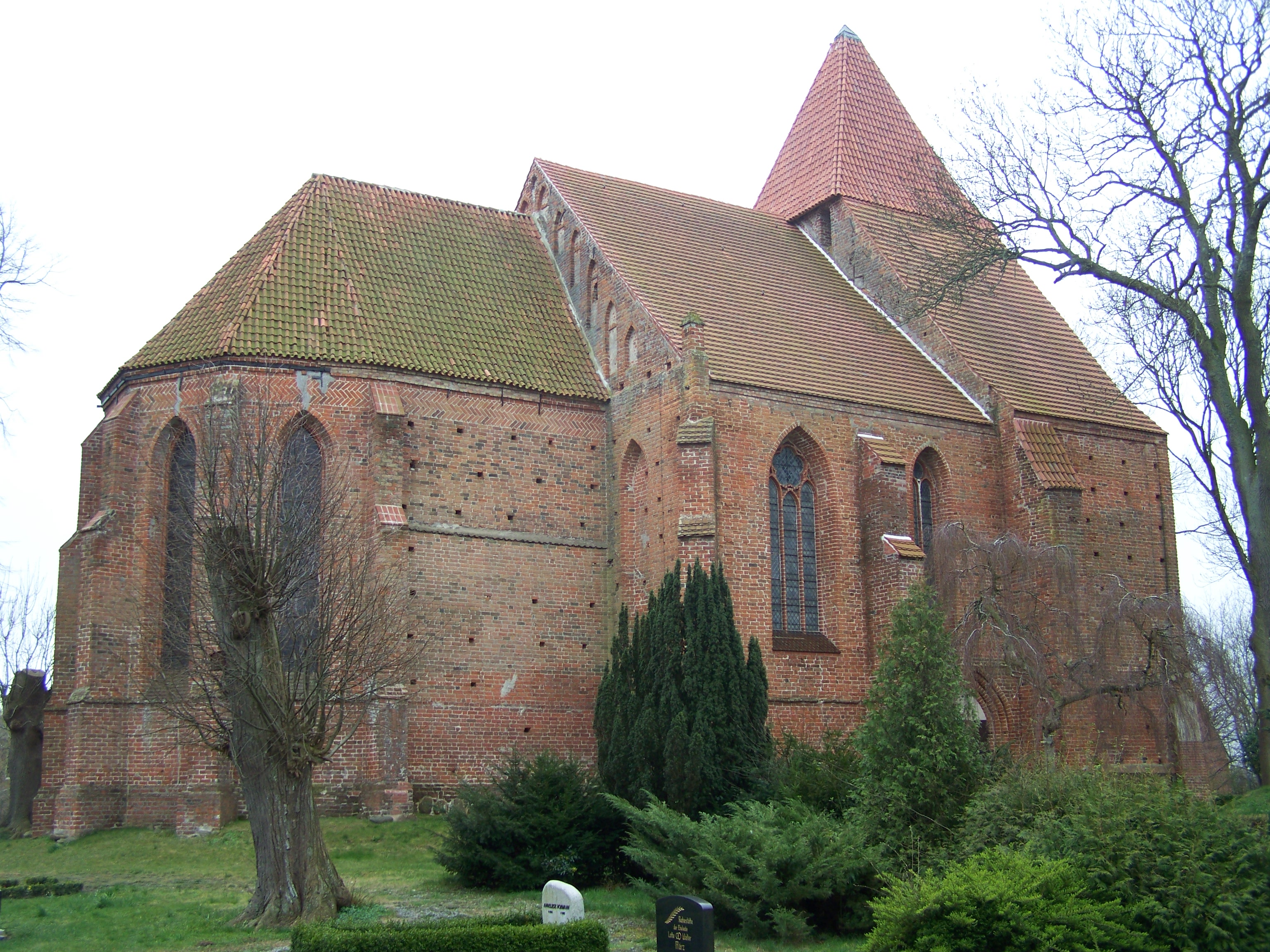
Dorfkirche

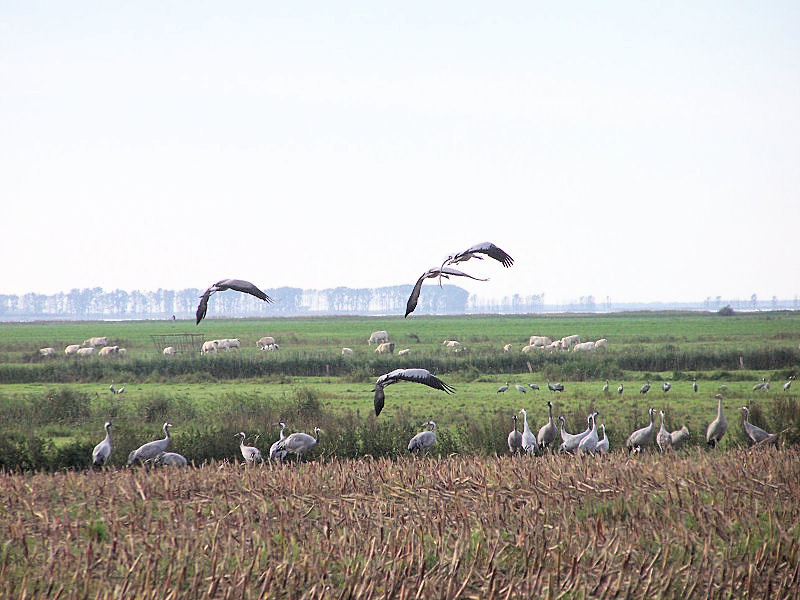
Kranichrastplatz im Oktober

## Wappen, Flagge, Dienstsiegel
Die Gemeinde verfügt über kein amtlich genehmigtes Hoheitszeichen, weder Wappen noch Flagge. Als Dienstsiegel wird das kleine Landessiegel mit dem Wappenbild des Landesteils Vorpommern geführt. Es zeigt einen aufgerichteten Greifen mit aufgeworfenem Schweif und der Umschrift „GEMEINDE GROß MOHRDORF * LANDKREIS VORPOMMERN-RÜGEN“.

## Sehenswürdigkeiten
- Dorfkirche Groß Mohrdorf, erbaut Ende des 13. Jahrhunderts
- Kranich-Informationszentrum, das einzige seiner Art in Deutschland
- Schloss Hohendorf, Herrenhaus mit Park: Zweigeschossige, 10/11-achsiger Putzbau im klassizistischen, gotisierenden Stil von 1854 für Ernst Malte Freiherr von Klot-Trautvetter[5]
- Gutshaus Groß Mohrdorf: Ursprünglich 1733 von der Familie von Klot-Trautvetter erbaut, nach Brand 1841 neu aufgebaut, nur noch kleine Teile vom Gutshaus erhalten, seit 2009 Kindereinrichtung.